# Бренвін
Бренвін (швед. brännvin) — шведська назва міцного алкогольного напою, який дистилюють з картоплі, зерна або (давніший спосіб) з целюлози. Зазвичай він прозорий та безбарвний, але може деколи ароматизуватися травами та спеціями. Назва включає в себе також горілку та аквавіт, при цьому аквавіт завжди ароматизований. Напій позначений як бренвін є зазвичай прозорий та містить від 30 % до 38 % алкоголю. Шведське слово brännvin означає «палене (дистильоване) вино». Бренвін є споріднений з англійським бренді, данським brandewijn, німецьким branntwein та ісландським brennivín. Маленький стаканчик бренвіну називають снапс.

## За межами Скандинавії
У Чикаго місцевий виробник зробив гіркий бренвін (beskbrännvin), який назвав «Jeppson's Malört». «Malört» (ma-laert) у шведській мові називають полин гіркий, який часто використовують як інгредієнт в абсенті.

## В скандинавській культурі

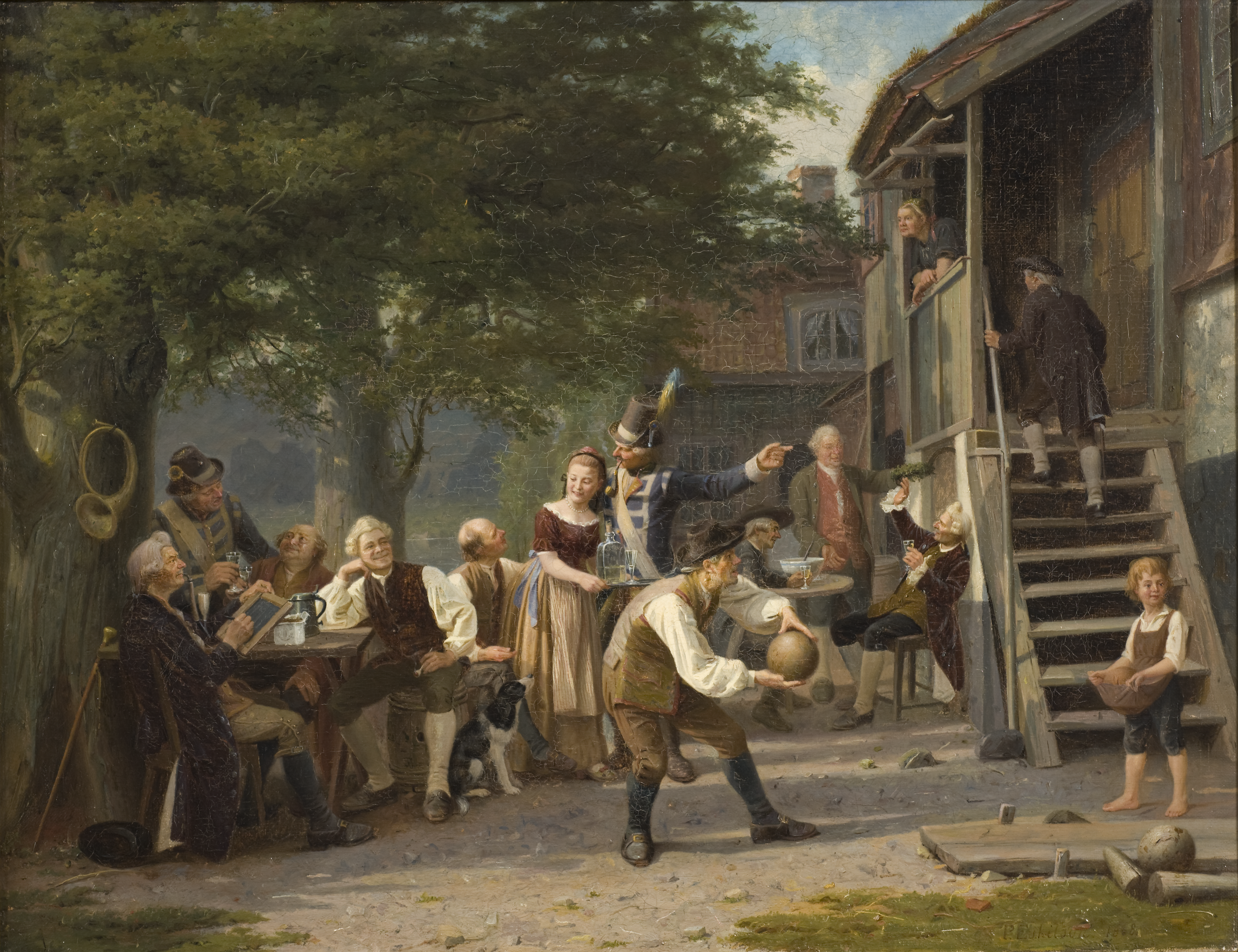
«Кеглі в Хаггенсі», сцена пиятики з пляшкою бренвіна в «Посланні Фредмена», 1868, Петер Ескілссон

Бренвін часто згадується в напівміфічному світі у піснях шведського барда Карла-Мікаеля Бельмана. Наприклад, у «Посланні Фредмена» перший вірш починається так:
| Оригінал (шведською)                                                                                       | Українською |
| --- | --- |
| Gutår, båd’ natt och dag! Nu vällust, nytt behag! Fukta din aska! Fram, brännvinsflaska! Lydom Bacchi lag! | Будьмо ж, і вдень і вночі! Зараз, повні похоті, нових насолод! Змочіть свій попіл(-осушіть горлянки)! Попереду пляшка бренвіну! Виконаймо ж Діонісовий закон! |